# Marc Vidal
Marc Vidal (Saint-Affrique, 3. lipnja 1991.) francuski je nogometaš koji igra na poziciji vratara i trenutačno igra za Toulouse. Nastupao je i za mlade francuske reprezentativne selekcije.

## Vanjske poveznice
- Vidal Francuski liga statistike na LFP.fr/ Službena stranica  Arhivirana inačica izvorne stranice od 12. siječnja 2016. (Wayback Machine)